# バルーンバレーボール
バルーンバレーボール（Balloon volley ball）は、球技の一種。「バルーンバレー」とも呼ばれる。

## 歴史
- 1990年、静岡市でPTA親睦活動のひとつとして始まる。
- 現在は静岡県中部を中心に、約1000人の競技人口がある。静岡市内の小学校では、バルーンバレーの大会を開催している地区もある。

## 競技方法
- 男女混合6人（ただし、男子は0〜2人）を1チームとする編成。
- コートは長辺15m、短辺9mの広さで、中央にコートを二分する形でネットが張られ、ネット高は2.05mである。
- ボールはビーチボールを使用。協会認定球は外周80〜90cm、直径30cmのサイズ。
  - ボールがやわらかいので、衝撃も少なく、老若男女が楽しめる。
- ルールはバレーボールとほとんど同じ。